# Pyrolyse
Pyrolyse (græsk pyr "ild" og lysis "spalte") er en kemisk spaltning af et materiale ved hjælp af varme, uden tilførsel af ilt. 
Pyrolyse forekommer bl.a. i forbindelse med madlavning inde i emner, der ristes eller steges.
Trækul produceres ved en kontrolleret forbrænding, hvor træ tilføres varme uden ilttilførsel, hvorved træet omdannes til trækul ved pyrolyse.